# UBSC Raiffeisen Graz
O UBSC Raiffeisen Graz é um clube de basquetebol da Áustria, fundado em 1977, em Graz, Áustria.